# 韦谅 (南朝)
韦谅（6世紀—582年），京兆郡杜陵县（今陕西省西安市）人，出自京兆韦氏东眷，南梁散骑常侍、安远将军、永昌忠贞侯韦粲之子，南陈官员。

## 生平
韦谅因为学业得到始兴王陈叔陵所引荐，担任中录事参军兼记室。韦谅和谘议参军兼记室郑信受到陈叔陵的宠信，经常参与陈叔陵的谋划。太建十四年（582年）正月，陈叔陵刺杀哥哥陈叔宝没有成功，陈叔坚征召右卫将军萧摩诃率领军队驻扎在城西门。陈叔陵惶恐不安，派韦谅把自己的鼓吹仪仗送给萧摩诃，并对他说：“如果你帮助我举事成功，一定任命你为三公宰辅。”萧摩诃骗韦谅说：“必须让始兴王的心腹大将亲自来，我才能听从命令。”陈叔陵又派亲信戴温、谭骐驎拜谒，萧摩诃将他们抓起来送到台省，斩首后在东城示众。陈叔陵失败后，韦谅受到法律惩罚而被处死。

## 兄弟
- 韦臧，南梁东宫领直
- 韦尼，青塘战死，南梁追赠中书郎